# Rotas do Ódio
Rotas do Ódio é uma série de televisão brasileira criada e dirigida por Susanna Lira, com supervisão de texto de Barry Schkolnick e roteiros de Marco Borges e Bruno Passeri. Realizada pelas produtoras Panorâmica e Modo Operante, co-produzida NBCUniversal International, tem sua primeira temporada com 5 episódios lançada em 18 de março de 2018 às 23 horas no Universal TV.
A série é criada a partir do documentário, "Intolerância.doc" de Susanna Lira, que investigava o universo dos crimes de ódio na cidade de São Paulo. "Rotas do Ódio" promove um mergulho no submundo dos crimes de intolerância e racismo no coração de São Paulo. Inspirada em casos reais, a trama se desenvolve na única delegacia de combate a crimes de ódio no Brasil.

## Sinopse
A série mostra a jornada da delegada Carolina Ramalho Chagas (Mayana Neiva) e sua equipe no combate a crimes de intensidades variadas, de ameaças a assassinatos. Seu principal objetivo é desmantelar a gang “Falange Branca”, comandada pelo obcecado playboy Gustavo Zooter (André Bankoff), que espalha o terror na cidade cometendo crimes principalmente contra gays, negros, nordestinos e estrangeiros.

## Produção
A série criada por Susanna Lira é apresentada no Rio Content Market em 2014, no pitching oficial do evento. Após a negociação com diversos canais, o Universal TV fecha a parceria com a Panorâmica e a Modo Operante. O financiamento do projeto é realizado através da Lei do Audiovisual, artigo 3a. e tem como coprodutora a NBCUniversal International.

## Elenco
| Ator/Atriz         | Personagem              |
| ------------------ | ----------------------- |
| Mayana Neiva       | Carolina Ramalho Chagas |
| André Bankoff      | Gustavo Zooter          |
| Antonio Saboia     | Julio Pedrazza          |
| Michel Joelsas     | Dime                    |
| Marat Descartes    | Teodoro                 |
| Naruna Costa       | Guerra                  |
| Rafael Losso       | Capitão                 |
| Renata Peron       | Samantha                |
| Maxwell Nascimento | Canibal                 |

### Participações especiais
| Ator/Atriz        | Personagem        |
| ----------------- | ----------------- |
| Pathy Dejesus     | Jaqueline Peçanha |
| Eduardo Semerjian | Dr. Zooter        |
| Bruno Hoffmann    | 100%              |

## Receptividade e crítica
A série foi muito bem recebida pelo público e pela crítica, sendo descrita pela jornalista Cristina Padiglione como um "necessário soco no estômago".